# Szilágyzovány
Szilágyzovány (románul: Zăuan) falu Romániában, Szilágy megyében.

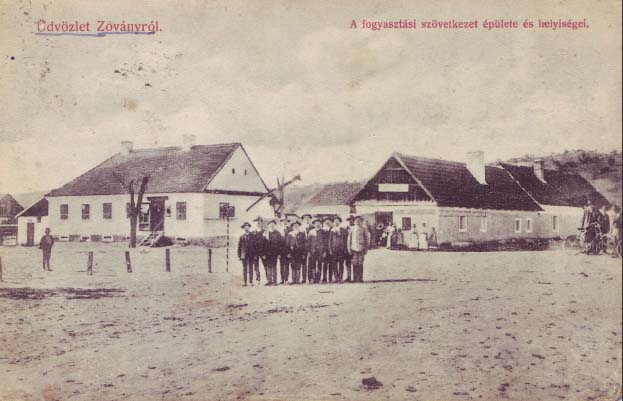
Képeslap 1918 előttről

## Fekvése
Szilágy megye nyugati részén helyezkedik, a Nagyváradot Zilahhal összekötő műút mentén. A falun keresztülfolyik a Berettyó. A legközelebbi vasútállomás 3 km-re van.
Alaprajzát tekintve Zovány két utcából áll: a Nagy (Fő) illetve a vele párhuzamos Kis utcából. Mindkettő a 18. század közepén már sűrűn betelepített.

## Története
A település neve a hagyomány szerint a sovány szóból ered. Első írásos adata a Váradi regestrumban fordul elő 1249-ben, méghozzá Zwan név alatt. Neve szláv eredetű személynévből származik. Nevének változatai az idők során: Zwany (1259), villa Zouan (1299), poss. Zuan, Zoan (1341), Zowan (1454), Zovan (1460), Zouany (1576), Zovany (1760), Zovány (1835), Szilágyzovány (1913).
A falu eredetileg az Aranyos-oldal nevű határrészben helyezkedett el, miután a területét borító tó vize lecsapolódott, a falu átköltözött mai helyére. A legrégebbi időktől lakott volt a kedvező környezeti feltételek miatt. Legkorábban i. e. 6. évezredben a köröskultúra pásztorkodó-földművelő-halászó-gyűjtögető népe telepedett meg ezen a vidéken. Ezt a fejlődő kultúrát természeti csapás vagy járvány érhette, mivel a Templomdombon álló település elnéptelenedett, amihez egy harcias néptörzs bevonulása is hozzájárult. A területet hatalmas mocsárerdők, nádasok borították be. I. sz. 300 körül megérkeztek a nagy népvándorlás első hullámai: gepidák, avarok, szlávok.
A 10. század folyamán telepedtek le itt a magyarok. A 11. században jöttek létre az első falutelepülések, köztük Zovány is, melynek településmagja a Templomdomb tájékán volt. 1249-ben Zovány lakatlan területként van említve. Abban az évben IV. Béla Geregynembeli Pál országbírónak ajándékozza, ezután újratelepül. 1259-ben településként említik. 1341-ben a valkói váruradalomnak lesz a része. A továbbiakban Zovány birtok hovatartozásáról a Bánffyak és Báthoriak között folyik állandó pereskedés, főleg a malomért és a szőlőkért. 1584-ben Báthori István a Bánffyaknak adományozza. A Rákóczi-szabadságharcig a településnek sok birtokosa volt, utána lakatlanul marad a vidék. A szatmári békekötés után Habsburg uralom alá kerül, újra benépesedik. Megjelenik a románság. Az osztrák kormányzat nagymértékben növelte az adót, amit a rossz időjárás és járvány tetézett, emiatt a lakosság újból elhagyta a lakóhelyét, így a lakosság megfogyatkozott. 1720-ban a falu lakossága 252 fő, 28 háztartással rendelkezik. Növekedés csak a 18. század második felében jelentkezett, ekkor a falu járási székhely.
Egyháza valószínűleg a 17. század legelején szerveződött, az első lelkipásztor Szentpéteri Gergely volt. A régi fatemplom helyén 1680-ban épül az új kőtemplom. 1770-ben a templom mennyezetét festett kazettákkal borítják. A református egyházzal egyidőben az iskola is megjelent a faluban. Az állami elemi iskolát 1873-ban szervezték, külön leány- és külön fiúiskola működött. 1948-ig a faluban felekezeti és állami iskola létezett. Ma Szilágyzoványon nyolcosztályos általános iskola van.
A falu férfilakossága mindkét világháborúban részt vett. A hősök emlékét kopjafa őrzi. 1944-ben minden zoványi zsidó családot összeszedtek és a szilágysomlyói gyüjtőtáborba szállítottak. A község művelődési élete a 20-as évek végén indult be újra, amikor is színtársulat alakul. 1942-ben "Aranykalászos " gazdatanfolyam indult. 1952-ben 54 családdal, 166 ha területtel megalakult a "November 7" kollektív gazdaság. A 70-es években a zilahi C.L.F üvegházat telepített ide.
1968-tól a falu Ipp község igazgatása alá került.
Szilágyzovány népének fő foglalkozása ősidők óta a mezőgazdaság: szántóföldi földművelés, szőlőművelés és az állattenyésztés. Szőlőműveléséről a korai középkortól kezdődően tudunk. Az egyház pecsétjén szőlőtő szerepel. Szakszerű bortárolásáról több mint kétszáz éves présházas lyukpincéi tanúskodnak, melyek a Hangáson, Rozs-hegyen sorakoznak. A szőlőtermesztés nagy hagyományára utal a szüreti felvonulás, bál is.
Zovány leggyakoribb családnevei: Bara, Egri, Király, Kovács, Orbán, Bereczki, Fazakas, Somogyi, Nagy 

## Látnivalók
A faluban két temető található: a Felső-, a Templomdombon és az Alsó-temető a falu nyugati részén. A templom körüli a korábbi. Közvetlenül a templom mellett találhatók a legrégebbieknek tekinthető sírhalmok. A családi temetkezés szokása még él a faluban.
Zoványtól ÉNy-ra gyógyfürdők találhatóak. A fürdő keletkezése a 18. század elejére tehető. A fürdő gyógyvize kénes-kalciumos-timsós víz, rendkívül ritka az országban.

## Itt született jeles emberek
- Itt született és itt halt meg Király Péter (1868. szeptember 22. – 1933. január 6.) jogász és író.
- Zoványi Jenő (Szilágyzovány, 1865. szeptember 11. – Budapest, 1958. június 24.) református egyháztörténész, egyetemi tanár, a történettudomány doktora (1956).
- Itt született 1955-ben Márkus Barbarossa János író, költő, grafikus.